# Long Tall Sally
"Long Tall Sally" é uma canção de rock and roll escrita por Robert Blackwell, Enotris Johnson e Richard Penniman (mais conhecido como Little Richard), gravada por Little Richard em seu álbum Here's Little Richard, de 1957. Esteve presente na lista das 500 melhores canções de todos os tempos da revista Rolling Stone.
Nos anos 60 a banda The Beatles gravou uma versão cantada por Paul McCartney e no início dos anos 70 a banda Led Zeppelin cantou ela ao vivo em um show.  Já no Brasil, o cantor Wilson Miranda gravou uma versão da canção com o título de "Bata Baby".